# Arden (Danimarca)
Arden è un centro abitato della Danimarca situato  nel comune di Mariagerfjord, nella regione dello Jutland Settentrionale.

## Storia
Fino al 1º gennaio 2007 era capoluogo dell'omonimo comune che faceva parte della contea dello Jutland Settentrionale.

## Economia locale
Nonostante le dimensioni, ad Arden sono presenti diversi di negozi, supermercati, banche ecc. Inoltre, la città ospita diverse scuole pubbliche e private, e un complesso sportivo chiamato Arden-Hallerne con, tra le altre cose, palazzetti dello sport, una piscina, attrezzature per il fitness e diversi campi da calcio. Molte delle strutture sono utilizzate dall'associazione sportiva Jarl Arden.